# Sultan Azlan Shah Cup 1998
De strijd om de Sultan Azlan Shah Cup is een internationaal toptoernooi, dat jaarlijks in Maleisië wordt gehouden. Het evenement vindt geen doorgang indien Maleisië in hetzelfde jaar gastheer is van een door de FIH toegewezen toptoernooi, zoals het wereldkampioenschap of de Champions Trophy. Aan de achtste editie (28 februari tot en met 8 maart 1998 in Ipoh) deden, behalve het gastland, de volgende landen mee: Australië, Duitsland, Engeland, Nieuw-Zeeland en Zuid-Korea.

## Eindrangschikking
1. Australië
2. Duitsland
3. Zuid-Korea
4. Nieuw-Zeeland
5. Engeland
6. Maleisië